# Kim So-wol
Kim So-wol (Hangul: 김소월; 07/09/1902 (ngày 06 tháng 08 âm lịch) – 24/12/1934) là một nhà thơ thời kỳ Triều Tiên thuộc Nhật, nổi tiếng vì những đóng góp cho nền thơ mới giai đoạn đầu. Ông tên thật là Jeong-sik nhưng ông được biết đến rộng rãi qua bút danh So-wol. Trong suốt cuộc đời, ông đã viết những tứ thơ sâu sắc theo phong cách gợi nhớ đến các bài dân ca truyền thống Triều Tiên. Ví dụ nổi bật nhất của phong cách này là bài "Hoa đỗ quyên" (진달래꽃), bài thơ tiêu biểu làm tựa cho tập thơ duy  nhất của ông.

## Cuộc đời
Kim So-wol, tên khai sinh là was Kim Jeong-sik (김정식; 金廷湜), sinh ngày 7 tháng 9 năm 1902 tại Kwaksan, tỉnh Pyongan Bắc (nay thuộc Bắc Triều Tiên), mất ngày 24 tháng 12 năm 1934. Không bao lâu sau khi ông chào đời, cha ông bị mắc chứng tâm thần. Điều này đã ảnh hưởng đến cuộc đời thi ca từ sớm và cái chết trẻ của ông. Ông nội ông đã dạy ông chữ Hán và cho ông vào học trường Osan  danh tiếng khi ông 15 tuổi. Ông là học trò của Kim Eok (김억; 金憶).
Năm 1923, ông đến Nhật Bản học trường Đại học Thương mại Đông Kinh nhưng được một thời gian thì bỏ. Ông trở lại Namsan, Seoul và làm quản lí cho một văn phòng địa phương của tờ nhật báo Đông Á. Dù thơ ông vẫn được đăng báo nhưng chất lượng đi xuống và cuộc sống xuống dốc theo chứng nghiện rượu, cái chết của ông năm 1934 được cho là do tự tử.

## Tác phẩm
Kim So-wol viết hầu hết các bài thơ có trong tập Hoa đỗ quyên (1925),  tập thơ duy nhất được xuất bản trong đời ông, trong khi ông vẫn còn là một thiếu niên. Thời gian ở Nhật, ông đăng một vài bài thơ trên báo Kaebyok và một vài báo khác. Ông còn có thơ được đăng trên các báo cho đến khi qua đời. Thầy giáo của ông, Kim Eok, xuất vản tập thơ tuyển chọn của ông năm 1935. Tập này bao gồm các bài viết tưởng niệm và phê bình, trong đó chỉ ra tài thơ thiên phú của ông trong lối thơ ca theo nhịp các bài dân ca, do đó chạm tới trái tim của những người Triều Tiên. Sức hấp dẫn của lối thơ Sowol khó có thể nắm bắt được qua các bản dịch vì linh hồn của những bài thơ được truyền tải có phần thông qua những âm điệu ngôn ngữ.

## Các xuất bản liên quan
- Kim, J., 1975, Lost Love: 99 Poems by Sowol Kim, Pan-Korea Book Corporation: Seoul.
- David R McCann, 2007, Azaleas, A book of Poems, by Kim Sowol (Columbia University Publication): New York.

## Giải thưởng thơ Sowol
Tên của Kim Sowol được dùng đặt cho tên một giải thưởng thơ ở Hàn Quốc (소월시문학상), đây là một trong những giải thưởng văn học danh giá nhất ở Hàn Quốc, được công ty xuất bản Moonhaksasangsa lập ra từ năm 1986 nhằm tưởng niệm linh hồn thơ ca của Sowol.